# Galvanizace textilií
Galvanizace textilií
je technologie nanášení kovů na plošné textilie a příze. 
Ve snaze rozšířit uplatnění mikroelektroniky a techniky mikrosystémů se staly vodivé textilie středem zájmu. Vedle už déle známých drátů, stužek a staplových přízí nebo kombinací příze z polymerových nití s dráty se začaly používat pokovované niti. Pokovované příze vynikají zejména pružností, vláčností a mechanickou odolností. 

## Technologie

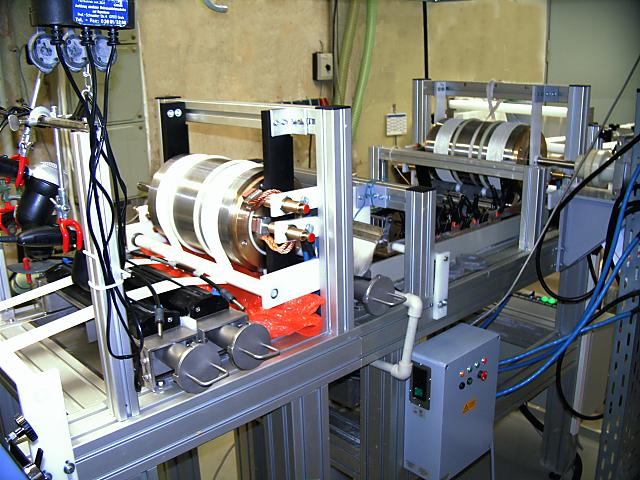
Pokusné zařízení na galvanizaci nití

Protože textilní materiály nejsou vodivé, musí se nejdřív nanést elektricky vodivá vrstva, která dobře přilne. Dá se k tomu použít některá z běžných technik (např. chemické povrstvování, leptání, plazmová předúprava aj.) v pozměněné formě.
Potom následuje nanášení kovu. Při tom se vede přes elektrolyt elektrický proud, textilní materiál působí jako katoda a jako « obětní » anody se mohou použít anody právě nanášeného kovu nebo tvarově stabilní titanové anody. Podle požadované tloušťky kovové vrstvy se volí hustota proudu a doba působení.
Galvanizace se dá provádět jak na plošných textiliích tak i na jednotlivých nitích. 
Jako základní materiál se převážně uplatňuje polyamid a polyester. Technologie se však dá přizpůsobit i na jiné polymery. Nejčastěji se nanáší stříbro a měď.

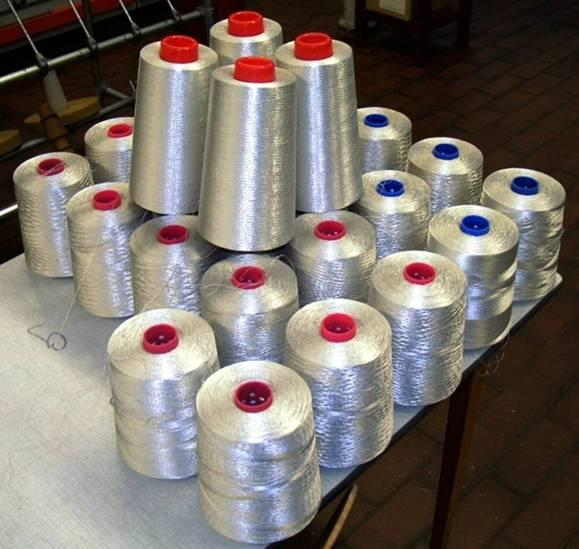
Galvanizovaná příze

## Vlastnosti
S pomocí galvanizace se mohou tvořit kovové vrstvy o tloušťce několika málo mikrometrů. Konstrukcí a materiálovým složením se dají u vodivých přízí určovat mechanické a elektrické vlastnosti, při čemž se v podstatné míře zachovává jejich textilní charakter. Čím tenčí je vrstva kovu tím více jsou u příze znatelné textilní vlastnosti, o to menší je ale jejich vodivost.
Oproti kovovým drátům a stužkám se mohou galvanicky pokovované nitě až o 7% roztahovat, aniž by se znatelně snížila jejich vodivost. Textilie jsou i s kovovým pláštěm extrémně odolné  proti zátěži a ohýbání. Při vysokém zatížení elektrickým proudem přeruší pokovované polymerové niti přívod proudu, nevznikají však jiskry ani horká místa. Vlivem vysoké teploty se textilie srazí a všechny filamenty se spontánně trhají.

## Použití
Textilie se pro svou tvárnost a vláčnost nedají nahradit jinými materiály. Pokovované příze a výrobky z nich jsou proto zajímavá alternativa k dosud používaným kovovým nitím, protože u nich textilní vlastnosti základního materiálu zůstávají zachovány.
Textilie s menší vodivostí jsou vhodné pro zaclonění a antistatické účely. Vyšší vodivost nachází použití jak v textilním oboru tak i v elektronice, elektrotechnice a mikrosystémové technice. Textilie mohou přenášet energii a informace i sloužit k integraci konstrukčních prvků. Na základě toho vyhovují požadavkům na zvýšení flexibility v mikroelektronice a technice mikrosystémů. 

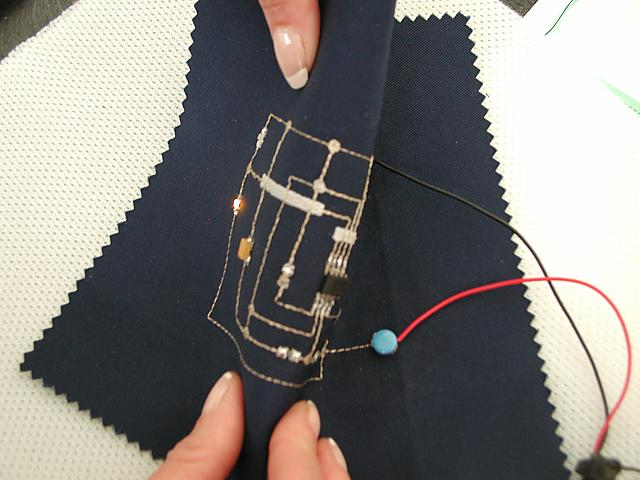
Plošné spoje vyšívané z pokovovaných nití

Již dnes se používají textilní materiály s vysokou vodivostí v elektronice u automobilů, v telekomunikačních  přístrojích, v letadlech i v zařízeních pro domácnost.
Textilní mikrosystémy se požívají například jako
- vytápěné textilie
- elektronické komponenty (bus systémy, senzory, vypínače)
- antény
- v technice mikrosystémů (akumulátory, solární buňky)
- textilní světelné zdroje